# Charles Boyle, 4:e earl av Orrery
Charles Boyle, 4:e earl av Orrery, född den 28 juli 1676, död den 28 augusti 1731, var en brittisk militär och diplomat, sonson till Roger Boyle, 1:e earl av Orrery, far till John Boyle, 5:e earl av Cork.

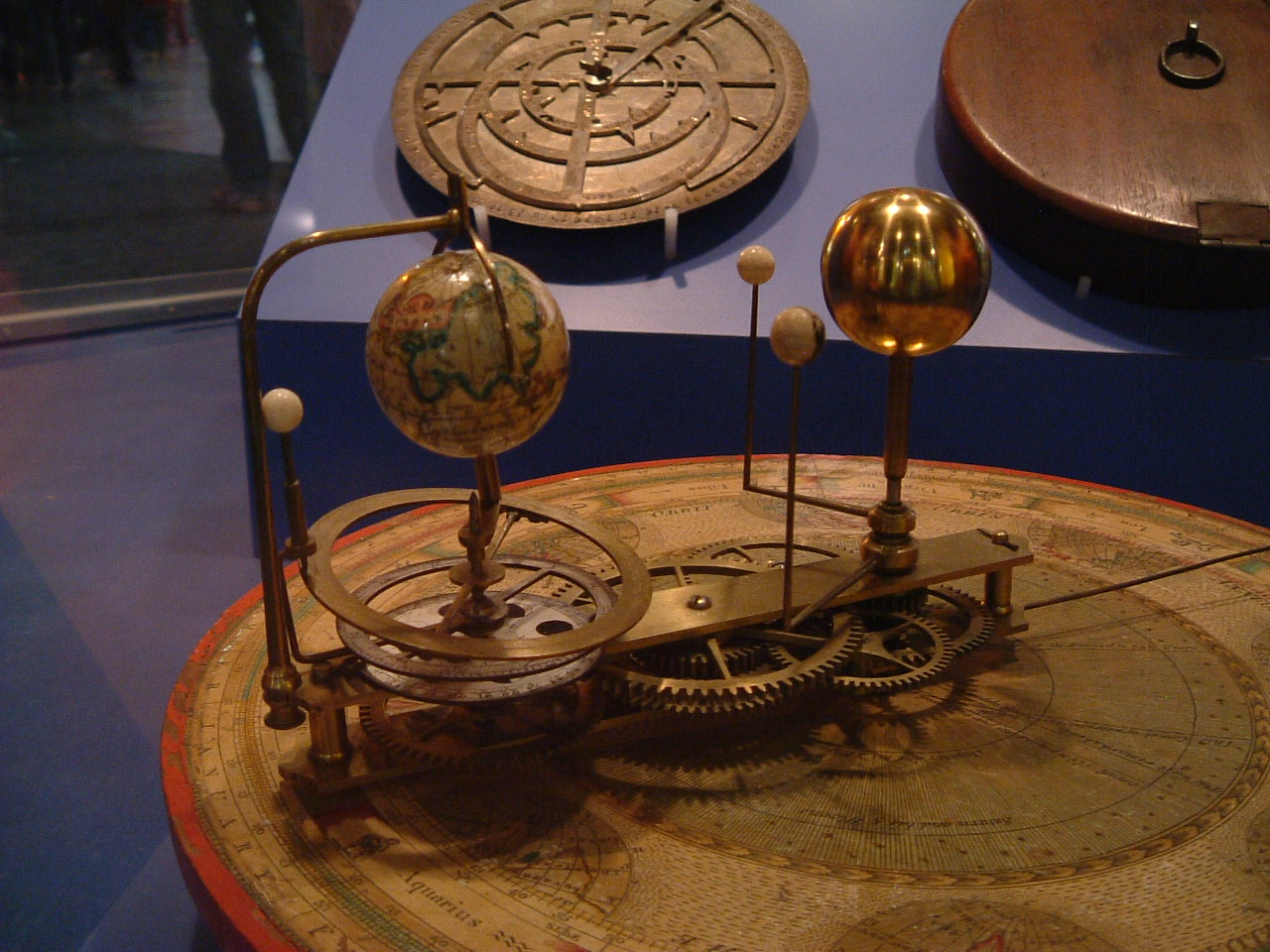
En orrery, mekanisk modell av solsystemet.

Orrery blev som ung student beryktad genom sin häftiga litterära strid med filologen Bentley om de så kallade Falarisbreven.  Han blev Fellow of the Royal Society 1706. Orrery ingick sedermera på den militära banan och blev 1709 generalmajor, deltog i de diplomatiska förhandlingarna före Utrecht-freden och hölls 1721 en tid fängslad såsom misstänkt för jakobitiska stämplingar. Ett av hans skyddsling George Graham uppfunnet astronomiskt instrument fick till hans ära namnet orrery, små mekaniska modeller av solsystemet.